# Patrick Burgmeier
Patrick Burgmeier (* 24. Mai 1980) ist ein ehemaliger liechtensteinischer Fussballspieler.

## Karriere als Spieler

### Verein
In seiner Jugend spielte Burgmeier für den FC Triesen, bei dem er dann in den Herrenbereich befördert wurde. 1999 schloss er sich dem USV Eschen-Mauren an, bevor er ein Jahr später zum FC Vaduz wechselte. Mit dem Hauptstadtklub wurde er 2001 Liechtensteiner Cupsieger. Zur folgenden Spielzeit kehrte er zum FC Triesen zurück. Nach einer erneuten Station beim USV Eschen-Mauren unterschrieb er 2009 einen Vertrag beim FC Schaan, für den er bis zu seinem Karriereende aktiv war.

### Nationalmannschaft
Burgmeier gab sein Länderspieldebüt für die liechtensteinische Fussballnationalmannschaft am 27. März 1999 beim 0:5 gegen Ungarn im Rahmen der Qualifikation zur Fussball-Europameisterschaft 2000, als er in der 82. Minute für Hansjörg Lingg eingewechselt wurde.

### Erfolge
FC Vaduz
- Liechtensteiner Cupsieger: 2001

## Funktionärslaufbahn
Burgmeier ist seit 2010 Geschäftsführer des FC Vaduz sowie seit 2019 auch Präsident.

## Privates
Er ist der Bruder von Franz Burgmeier.